# Nazionale maschile di beach soccer della Polonia
La nazionale di beach soccer della Polonia (Reprezentacja Polski w piłce nożnej plażowej) rappresenta la Polonia nelle competizioni internazionali di beach soccer.

## Rosa Attuale
| N. |                    | Ruolo | Calciatore      |
| -- | ------------------ | ----- | --------------- |
| 1  | Polonia (bandiera) | P     | Patryk Sobczak  |
| 2  | Polonia (bandiera) | D     | Filip Gac       |
| 3  | Polonia (bandiera) | D     | Maciej Daniluk  |
| 4  | Polonia (bandiera) | A     | Konrad Kubiak   |
| 6  | Polonia (bandiera) | D     | Artur Popławski |
| 9  | Polonia (bandiera) | C     | Karim Madani    |

| N. |                    | Ruolo | Calciatore       |
| -- | ------------------ | ----- | ---------------- |
| 10 | Polonia (bandiera) | C     | Daniel Baran     |
| 11 | Polonia (bandiera) | A     | Piotr Klepczarek |
| 12 | Polonia (bandiera) | P     | Maciej Marciniak |
| 13 | Polonia (bandiera) | C     | Paweł Friszkemut |
| 14 | Polonia (bandiera) | D     | Jakub Jesionow   |
| 15 | Polonia (bandiera) | A     | Tomasz Lenart    |
| 20 | Polonia (bandiera) | A     | Kamil Szloser    |